# Thladiantha hookeri
Thladiantha hookeri är en gurkväxtart som beskrevs av Charles Baron Clarke. Thladiantha hookeri ingår i släktet berggurkor, och familjen gurkväxter. Inga underarter finns listade i Catalogue of Life.